# Mathieu Kérékou
 (octobre 2018).
Mathieu Kérékou, né le 2 septembre 1933 à Kouarfa, en colonie du Dahomey, et mort le 14 octobre 2015 à Cotonou, au Bénin, est un homme d'État béninois. Proclamé, après un coup d'État, président de la république du Dahomey, puis de la république populaire du Bénin du 26 octobre 1972 au 1er août 1990, et enfin président de la république du Bénin du 1er août 1990 au 4 avril 1991 et du 4 avril 1996 au 5 avril 2006, date à laquelle il cède démocratiquement le pouvoir. Il est également pasteur pentecôtiste.

## Biographie

### Carrière militaire
Après avoir étudié dans des écoles militaires au Mali et au Sénégal, Mathieu Kérékou sert d'abord dans l'armée française, puis dans l'armée du Dahomey, où il obtient le grade de major. Il passe également par l'École de formation des officiers du régime transitoire des troupes de marine de Fréjus (1958-1960). Il prend le pouvoir lors d'un coup d'État le 26 octobre 1972, à la suite duquel il fait mettre en prison les trois précédents présidents. En 1975, il renomme le pays république populaire du Bénin et met en place un gouvernement marxiste-léniniste, surveillé par le Conseil national de la révolution (CNR). Il mène une politique de répression contre tous les opposants au régime et surtout contre les intellectuels, dont beaucoup ont dû se réfugier à l'étranger. Il entreprend parallèlement une vague de nationalisations de banques et de l'industrie pétrolière.

### Carrière politique

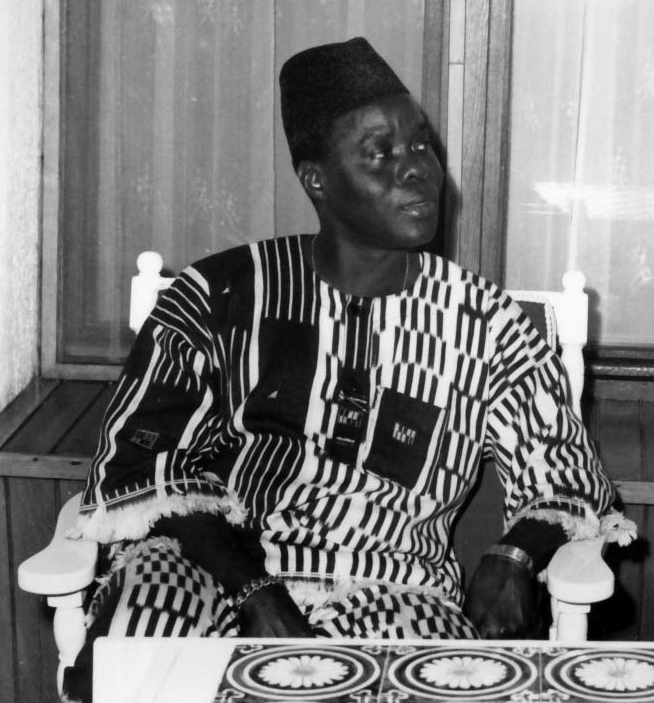
Mathieu Kérékou en 1976.

Mathieu Kérékou est une première fois le chef de l'État béninois du 26 octobre 1972 au 4 avril 1991. Le 26 octobre 1972, il prend le pouvoir à la faveur d'un coup d'État, lorsque l'armée dissout le Conseil présidentiel ainsi que l'Assemblée nationale. Le coup d'État ne fait aucune victime. En 1974, il adopte le marxisme-léninisme comme idéologie officielle de gouvernement, et fonde le Parti de la révolution populaire du Bénin, destiné à gouverner en tant que parti unique. Le « marxisme-léninisme » dont se revendique le gouvernement ne connaît cependant pas véritablement de traduction dans la pratique, l'économie étant essentiellement confiée au secteur privé et à des entreprises étrangères. Un an plus tard, le pays abandonne le nom officiel de république du Dahomey pour adopter celui de république populaire du Bénin.
Ses rapports avec la France et les autres gouvernements africains de la région se détériorent en raison du marxisme dont se revendique le régime béninois et du soutien offert au Front Polisario de libération du Sahara occidental. Le gouvernement français de Valéry Giscard d'Estaing craint une propagation du marxisme en Afrique de l'Ouest et décide de réagir. Il est rejoint par Félix Houphouët-Boigny (Côte d'Ivoire), Gnassingbé Eyadéma (Togo), Joseph-Désiré Mobutu (Zaïre) et Hassan II (Maroc), qui, outre l'isolement diplomatique et les tentatives de déstabilisations économiques du Bénin, décident d'organiser une tentative de Coup d'État. Ce sera l'opération Crevette, confiée au mercenaire français Bob Denard, le 17 janvier 1977, mais elle échoue complètement.
Dans les années 1980, la situation économique du Bénin devient critique, et le pays doit négocier des accords contraignants, notamment avec le FMI.
Dans le contexte de la mutation démocratique de l'Europe de l'Est, Mathieu Kérékou comprend peu à peu que le temps est venu de procéder à une évolution politique de son pays. Fin 1989, il accepte de convoquer une « Conférence nationale » destinée à établir de nouvelles institutions. Il doit pour cela se libérer des contraintes que font peser sur lui les cadres de son parti. Kérékou est ainsi le premier président du continent à ouvrir la voie au multipartisme[réf. nécessaire] sous la pression des événements, après avoir dirigé le pays pendant 18 ans de manière autoritaire. En janvier 1990, la Conférence nationale décide de changements drastiques (période de transition d'un an puis élections libres, nomination d'un Premier ministre, etc.). Mathieu Kérékou, le jour de la clôture de la Conférence en accepte toutes les conclusions. Il laisse un pays en mauvais état économique, mais vient de démontrer qu'il avait su engager avec habileté un processus démocratique, le premier en Afrique. Quelques mois plus tard, lors de son discours de La Baule, le président français François Mitterrand prendra l'exemple du Bénin pour encourager le continent africain à entamer les mutations politiques souhaitables.
Il est battu lors de l'élection présidentielle de 1991 par Nicéphore Soglo. Il rencontre un pasteur pentecôtiste, renonce à l'athéisme (ayant été un temps musulman) et adopte la foi chrétienne, après avoir demandé pardon à la nation pour la sévérité de son pouvoir. Il devient par la suite pasteur.
Puis, il revient au pouvoir à la suite d'élections démocratiques le 4 avril 1996 ; il est réélu en mars 2001. Il n'a pas pu se représenter à la fin de son mandat en 2006.

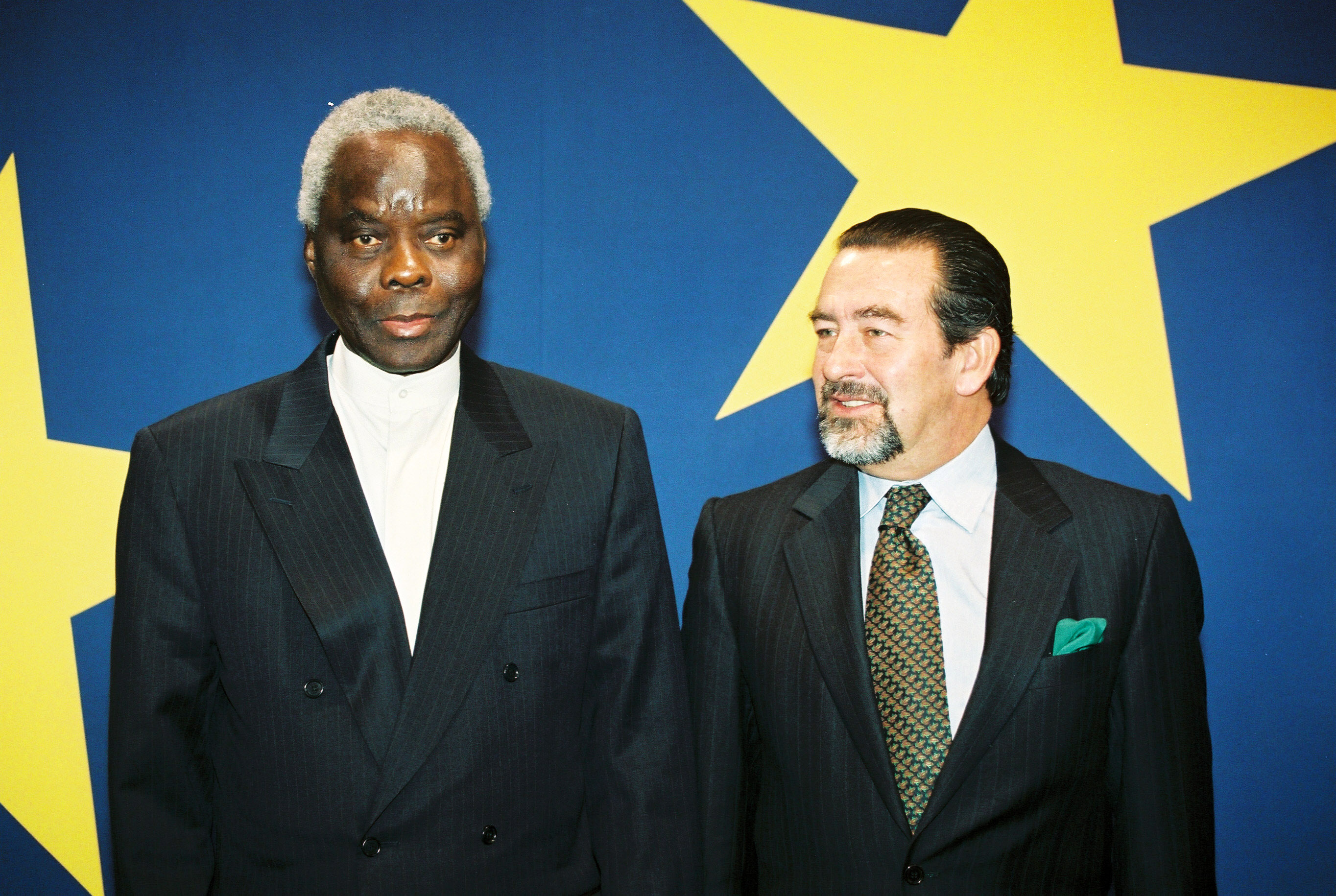
Mathieu Kérékou avec João de Deus Pinheiro lors de sa visite à la Commission européenne en 1999.

En avril 1996, il rassemble dans la Convention pour le Bénin du futur une coalition gouvernementale hétéroclite comprenant le Parti du renouveau démocratique (PRD) du très libéral Adrien Houngbédji (Premier ministre et porte-parole du gouvernement), et le Front de lutte pour une alternative démocratique en Afrique (Adema) du social-démocrate Bruno Amoussou (président de l'Assemblée nationale). 
Durant ses deux mandats de 1996 à 2006, le président Kérékou a respecté de manière stricte la séparation des pouvoirs. Ainsi, la liberté de presse sous le général Kérékou a permis au Bénin de se hisser au premier rang au niveau africain, et 25e sur le plan mondial. Contrairement à d'autres chefs d'État africains, sous la pression des médias, des intellectuels et de l'opinion publique, Kérékou n'a pas pu modifier la Constitution qui limite l'âge auquel il est possible d'accéder à la présidence ainsi que de briguer plus de deux mandats. Nicéphore Soglo subit la même contrainte d'âge.
Peu avant le scrutin et après les résultats du premier tour, Kérékou a laissé planer un doute sur sa régularité, non confirmé par les observateurs internationaux, ce qui pourrait laisser suggérer quelques réticences de Kérékou à abandonner le pouvoir. Néanmoins, les élections de mars 2006 se déroulent normalement, et l'élection de Thomas Boni Yayi met fin à vingt huit années de pouvoir de Mathieu Kérékou.
Après avoir quitté ses fonctions en 2006, Kérékou reste en dehors de la politique et passe du temps chez lui à Cotonou et Natitingou dans le nord-ouest du Bénin, sa région natale. Il connait une crise de santé en 2014 et est emmené à Paris pour y être soigné. Bien qu'il se soit rétabli, il continue à souffrir de problèmes de santé et il est décédé au Bénin le 14 octobre 2015 à l'âge de 82 ans.

## Distinctions
- Chevalier de l'ordre national du Dahomey (1966)[10].
- Officier de l'ordre national du Dahomey (1971)[10].
- Grand-croix de l'ordre national du Dahomey, de droit en qualité de président de la République et grand maître de l'ordre (1972)[11].
- Docteur honoris causa de l'université Houdégbé (2012)[12].